# Ховард, Майкл (историк)
Сэр Майкл Элиот Ховард или Говард (29 ноября 1922 — 30 ноября 2019) — английский военный историк, бывший профессор истории войны имени Чичеле, почетный член колледжа Всех Душ, профессор современной истории Оксфордского университета, профессор военной и военно-морской истории имени Роберта А. Ловетта в Йельском университете и основатель кафедры военных исследований Королевского колледжа Лондона. В 1958 году стал одним из основателей Международного института стратегических исследований.
В 2013 году газета Financial Times назвала Говарда «величайшим ныне живущим историком Великобритании». The Guardian описала его как «ведущего британского эксперта по конфликтам».

## Ранние годы
Родился 29 ноября 1922 года в Бромптоне, Лондон. Был младшим сыном Джеффри Говарда и Эдит (урожденной Эдингер). Его мать была дочерью еврейских иммигрантов из Германии, которые впоследствии приняли христианство. Его отец был председателем совета директоров производственной компании.  Получил образование в колледже Веллингтона и Крайст-Черч в Оксфорде. В 1946 году получил степень бакалавра искусств (BA), а в 1948 году — степень магистра искусств (MA).
Вступил в британскую армию и 4 декабря 1942 года был назначен вторым лейтенантом в Колдстримский гвардейский полк.  Участвовал в Итальянской кампании, служил в 3-м батальоне Колдстримского гвардейского полка и  высадки в Салерно в сентябре 1943 года. 27 января 1944 года во время Первой битвы при Монтекассино он был награжден Военным крестом (MC) «в знак признания доблести и выдающихся заслуг в Италии».

## Научная карьера
После Оксфорда Говард начал свою преподавательскую деятельность в Королевском колледже Лондона, где он помог основать кафедру военных исследований. Занимая должность в Королевском колледже, он стал одной из самых влиятельных фигур в Великобритании в развитии стратегических исследований как дисциплины, объединяющей правительство, армию и академические круги для более широкого и глубокого анализа вопросов обороны и национальной безопасности, чем это делалось ранее.
- Доцент истории (1947), преподаватель (1950–1953), преподаватель военных исследований и, наконец, профессор военных исследований (1953–1963) в Королевском колледже Лондона[6].
- Профессор истории войны в Чичеле (с 1977 г.) и научный сотрудник колледжа All Souls (с 1968 по 1980 г.).
- Профессор современной истории и член Ориэл-колледжа, Оксфорд [Почетный член, 1990] (с 1980 по 1989)[8].
- Профессор военной и военно-морской истории Йельского университета (с 1989 по 1993 г.)[8].
- Стипендиат колледжа Олл Соулс (с 1980 по 2014 год).
- Почетный член колледжа All Souls (с 2014 г.)[11].

Был одним из основателей Международного института стратегических исследований. Благодаря своей семье, образованию и службе в гвардии имел обширные связи в высших слоях британского общества. Имел тесные связи в Лейбористской партии, но к нему в качестве советника обращалась и Маргарет Тэтчер.

## Научный вклад
Говард был наиболее известен тем, что расширил военную историю за пределы традиционных описаний кампаний и сражений, включив в нее более широкие дискуссии о социологическом значении войны.. В своем отчете о Франко-прусской войне 1870–1871 годов Говард рассмотрел, как прусская и французская армии отражали социальную структуру двух стран. Он также был ведущим интерпретатором трудов прусского военного мыслителя Карла фон Клаузевица, включая подготовку перевода « О войне» совместно с американским историком Питером Паретом.
В 1985 году прочитал лекцию Хейзинги в Лейдене под названием: 1945: Конец эпохи.  Помог основать Департамент военных исследований и Центр военных архивов Лидделла Гарта в Королевском колледже Лондона. Был почетным президентом Международного института стратегических исследований, в основании которого он принимал участие и членом Британской академии.

## Личная жизнь
В 1958 году Говард познакомился с учителем географии Марком Энтони Джеймсом, и у них завязались близкие отношения. 2006 году  они официально вступили в гражданское партнерство и поселились в Истбери, Беркшир Говард умер в больнице в Суиндоне 30 ноября 2019 года в возрасте 97 лет; Джеймс умер два месяца спустя

## Труды
- М. Говард. Большая стратегия = Grand strategy. August 1942 – September 1943. — М.: Издательство министерства обороны СССР, 1980. — 464 с. — 100 000 экз.
- The Coldstream Guards, co-written with John Sparrow, 1920–1946, 1951.
- Disengagement in Europe, 1958.
- The Franco-Prussian War: The German Invasion of France, 1870–1871, 1961.  Republished by Methuen, 1981.  ISBN 0-416-30750-7 OCLC 8008934
- Lord Haldane and the Territorial Army, 1967.
- The Mediterranean Strategy in the Second World War, 1967.
- Grand Strategy, August 1942 – September 1943, Volume IV, Grand Strategy series, History of the Second World War (1970)
- Studies in War and Peace, 1970.
- The Continental Commitment: The Dilemma of British Defence Policy in the Era of Two World Wars, 1972.
- War in European History, 1976 [latest revised edition, 2009]. ISBN 0-192-89095-6 OCLC 251597992
- Carl von Clausewitz, On War, 1977, edited and translated by M. E. Howard and Peter Paret.
- Soldiers and Governments: Nine Studies in Civil Military Relations, 1978.
- War and the Liberal Conscience, 1978 [new edition, 2008].
- Restraints on War: Studies in the Limitation of Armed Conflict, 1979 edited by M. E. Howard.
- Clausewitz, 1983 [originally a volume in the Oxford University Press "Past Masters" series, reissued in 2000 as Clausewitz: A Very Short Introduction]. ISBN 0-192-87608-2 OCLC 8709266
- The Causes of War Harvard University Press; 2 edition (1 January 1984)
- Strategic Deception, 1990, (Volume 5 of British Intelligence in the Second World War; series edited by F. H. Hinsley; HMSO). ISBN 0-11-630954-7
- The Lessons of History, 1991. ISBN 978-0-19821-581-3
- The Laws of War: Constraints on Warfare in the Western World, 1994 edited by M. E Howard, George J. Andrepoulous and Mark R. Schulman. ISBN 0-300-05899-3 OCLC 30473599
- The Invention of Peace: Reflections on War and International Order, 2000. ISBN 978-1-86197-218-7

- The First World War, 2003 [reissued as The First World War: A Very Short Introduction, 2007].
- Captain Professor: A Life in War and Peace (autobiography), 2006 ISBN 0-826-49125-1 OCLC 64313950
- Liberation or Catastrophe? Reflections on the History of the 20th Century, 2007
- Fighting with Pride LGBT in the Armed Forces, chapter 4, 2019 edited by Craig Jones ISBN 9781526765253 [14]